# Rhembobius obtusus
Rhembobius obtusus là một loài tò vò trong họ Ichneumonidae.